# Savignac-Lédrier

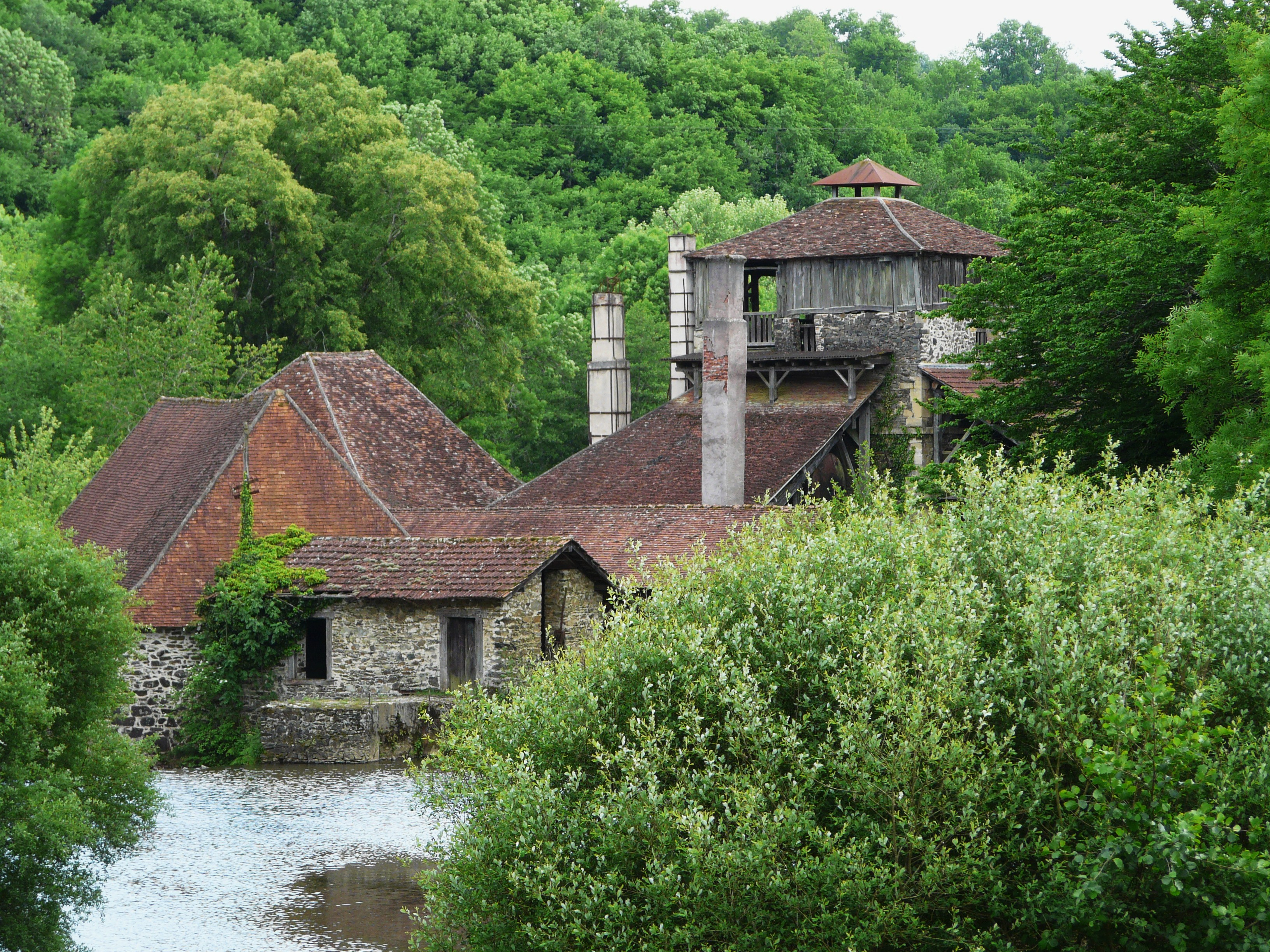
Oude smederij

Savignac-Lédrier is een gemeente in het Franse departement Dordogne (regio Nouvelle-Aquitaine) en telt 754 inwoners (2004). De plaats maakt deel uit van het arrondissement Nontron.

## Geografie
De oppervlakte van Savignac-Lédrier bedraagt 27,3 km², de bevolkingsdichtheid is 27,6 inwoners per km².
De onderstaande kaart toont de ligging van Savignac-Lédrier met de belangrijkste infrastructuur en aangrenzende gemeenten.

## Demografie
Onderstaande figuur toont het verloop van het inwonertal (bron: INSEE-tellingen).